# Primera División femenina de fútbol sala 2024-25
La temporada 2024-25 de Primera División, es la 31ª edición de la máxima categoría de la Primera División femenina de fútbol sala de España. La competición se disputa anualmente. El Pescados Rubén Burela es el equipo defensor del título.

## Equipos participantes

### Equipos por comunidad autónoma
| N.º | Comunidad autónoma  | Equipos                                                                |
| --- | ------------------- | ---------------------------------------------------------------------- |
| 5   | Galicia             | Ourense Ontime CD Burela FS Poio Pescamar FS Marín Futsal FSF O Castro |
| 3   | Comunidad de Madrid | Futsi Atlético Navalcarnero AD Alcorcón FSF FSF Móstoles               |
| 2   | Región de Murcia    | Roldán FSF La Boca te Lía Futsal Alcantarilla                          |
| 2   | Cataluña            | Les Corts AE Rubí F. S.                                                |
| 2   | Andalucía           | Nueces de Ronda Atlético Torcal Guadalcacín FSF                        |
| 1   | Melilla             | Torreblanca Melilla CF                                                 |
| 1   | Canarias            | AD Teldeportivo FSF                                                    |

### Ascensos y descensos
Descendieron de forma directa 3 equipos, Viaxes Amarelle, Rayo Majadahonda y Leganés. De Segunda División ascedieron 3 equipos Guadalcacín, Teldeportivo y Rubí.
| Pos. | Descendidos a 2.ª División |
| ---- | -------------------------- |
| 14   | Viaxes Amarelle FSF        |
| 15   | Rayo Majadahonda FS        |
| 16   | CD Leganés FS              |

| Pos.  | Ascendidos de 2.ª División    |
| ----- | ----------------------------- |
| Prom. | Gran Canaria FSF Teldeportivo |
| Prom. | Guadalcacín FSF               |
| Prom. | Lainco Rubí FS                |

## Grupos y fases
- La Primera División consta de un grupo integrado por dieciséis equipos.

- Se juega siguiendo un sistema de liga, los dieciséis equipos se enfrentan todos contra todos en dos ocasiones -una en campo propio y otra en campo contrario- sumando un total de 30 jornadas.

- El orden de los encuentros se decide por sorteo antes de empezar la competición.

- La clasificación se establece con arreglo a los puntos totales obtenidos por cada equipo al finalizar el campeonato.

- Los equipos obtienen tres puntos por cada partido ganado, un punto por cada empate y ningún punto por los partidos perdidos.

- Una vez que termine la fase regular, los cuatro primeros clasificados jugarán los play off por el título en eliminatorias a tres partidos, jugando el primer en casa del mejor clasificado, y en caso de tener que disputar el tercer y último partido, se hará también el casa del que mejor puesto haya ocupado en la liga.

- Descenderán a segunda división los tres últimos clasificados en la liga regular.

## Información de los equipos
| Club                       | Ciudad                     | Comunidad Autónoma  | Entrenador/a       | Capitana         | Pabellón                | Aforo |
| -------------------------- | -------------------------- | ------------------- | ------------------ | ---------------- | ----------------------- | ----- |
| CD Burela FS               | Burela                     | Galicia             | Julio Delgado      | Dany Domingos    | Vista Alegre            | 1.400 |
| Atlético Navalcarnero      | Navalcarnero               | Comunidad de Madrid | Joan Linares       | Leti             | La Estación             | 1.500 |
| Torreblanca Melilla CF     | Melilla                    | Melilla             | Gonzalo Iglesias   | Amandinha        | Javier Imbroda          | 2.900 |
| Poio Pescamar FS           | Poyo                       | Galicia             | Luis López-Tulla   | Irene García     | A Seca                  | 500   |
| Arriva AD Alcorcón FSF     | Alcorcón                   | Comunidad de Madrid | Raúl Castro        | Aída de Miguel   | Los Cantos              | 1.568 |
| Roldán FSF                 | Torre Pacheco              | Región de Murcia    | Kilian Belmonte    | Mayte Mateo      | Gabriel Pérez           | 460   |
| LBTL Futsal Alcantarilla   | Alcantarilla               | Región de Murcia    | Alicia Morell      | Ana Belén Egea   | Jara Carrillo           | 420   |
| Ourense Ontime             | Orense                     | Galicia             | Bea Seijas         | Marta Figueiredo | Os Remedios             | 2.500 |
| MRB Móstoles               | Móstoles                   | Comunidad de Madrid | Patri Chamorro     | Inma             | Eva Manguán             | 450   |
| Les Corts AE               | Barcelona                  | Cataluña            | Nil Marco          | Laia Rojo        | Diagonal Nord           | 400   |
| FSF O Castro               | Castro de Rey              | Galicia             | José Carlos Martín | Luisa Mayara     | Riberas de Lea          | 450   |
| Nueces de Ronda At. Torcal | Málaga                     | Andalucía           | Víctor Quintero    | Valeria          | Guadaljaire             | 480   |
| Marín Futsal               | Marín                      | Galicia             | Daniel More        | Café             | A Raña                  | 1.089 |
| FSF Teldeportivo           | Las Palmas de Gran Canaria | Canarias            | Cristina Gimeno    | Gema Romero      | Cdad. Dep. Gran Canaria | 470   |
| Guadalcacín FSF            | Jerez de la Frontera       | Andalucía           | Andrés Sánchez     | Delia Gutiérrez  | Jerónimo Osorio         | 400   |
| Rubí FS                    | Rubí                       | Cataluña            | David Parrilla     | Arantxa Medina   | La Llana                | 700   |

### Cambios de entrenadores
| Equipo                   | Entrenador (Jornadas) | Fecha de vacante        | Posición en la tabla | Entrenador entrante     | Fecha de nombramiento |
| ------------------------ | --------------------- | ----------------------- | -------------------- | ----------------------- | --------------------- |
| LBTL Futsal Alcantarilla | Alicia Morell (1-5)   | 9 de octubre de 2024    | 14.º                 | Joaquín Peñaranda (7- ) | 15 de octubre de 2024 |
| MRB Móstoles             | Patri Chamorro (1-11) | 27 de noviembre de 2024 | 12.º                 | Ángel González          |                       |
| Ourense Ontime           | Bea Seijas (1-19)     | 12 de febrero de 2025   | 12.º                 | Carlos Navarro (20- )   | 13 de febrero de 2025 |
| Marín Futsal             | Daniel More (1-24)    |                         | 14.º                 | -                       |                       |

## Clasificación
|                                          |     | Equipos                                | PJ | G  | E | P  | GF  | GC  | Dif. | Pts. |
| ---------------------------------------- | --- | -------------------------------------- | -- | -- | - | -- | --- | --- | ---- | ---- |
|                                          | 1.  | Melilla Ciudad del Deporte Torreblanca | 30 | 29 | 0 | 1  | 133 | 44  | +89  | 87   |
|                                          | 2.  | Pescados Ruben Burela FS               | 30 | 26 | 1 | 3  | 137 | 56  | +81  | 79   |
|                                          | 3.  | Atlético Navalcarnero                  | 30 | 25 | 2 | 3  | 151 | 61  | +90  | 77   |
|                                          | 4.  | STV Roldán FS                          | 30 | 17 | 5 | 8  | 100 | 64  | +36  | 56   |
|                                          | 5.  | Arriva AD Alcorcón FS                  | 30 | 14 | 7 | 9  | 101 | 73  | +28  | 49   |
|                                          | 6.  | O Castro                               | 30 | 13 | 7 | 10 | 59  | 55  | +4   | 46   |
|                                          | 7.  | Poio Pescamar FS                       | 30 | 13 | 6 | 11 | 82  | 58  | +24  | 45   |
|                                          | 8.  | Les Corts                              | 30 | 12 | 6 | 12 | 69  | 64  | +5   | 42   |
|                                          | 9.  | Ourense CF Ontime                      | 30 | 9  | 6 | 15 | 63  | 79  | -16  | 33   |
|                                          | 10. | LBTL Futsal Alcantarilla               | 30 | 9  | 5 | 16 | 76  | 87  | -11  | 32   |
|                                          | 11. | Nueces de Ronda Atlético Torcal        | 30 | 9  | 5 | 16 | 57  | 91  | -34  | 32   |
|                                          | 12. | FSF Móstoles                           | 30 | 8  | 6 | 16 | 81  | 91  | -10  | 30   |
|                                          | 13. | Guadalcacín FS                         | 30 | 7  | 8 | 15 | 61  | 80  | -19  | 29   |
|                                          | 14. | Marín Futsal                           | 30 | 8  | 4 | 18 | 59  | 121 | -62  | 28   |
|                                          | 15. | Lainco Rubí                            | 30 | 2  | 6 | 22 | 45  | 137 | -92  | 12   |
|                                          | 16. | Gran Canaria Teldeportivo              | 30 | 0  | 4 | 26 | 43  | 156 | -113 | 4    |
| Última actualización: 24 de mayo de 2025 |     |                                        |    |    |   |    |     |     |      |      |

|  | Clasificados para el Play-Off por el título |
|  | Descendido a Segunda División 2025-26       |

### Evolución de la clasificación
| Equipo / Jornada          | 1  | 2  | 3  | 4  | 5  | 6  | 7  | 8  | 9  | 10 | 11 | 12 | 13 | 14 | 15 | 16 | 17 | 18 | 19 | 20 | 21 | 22 | 23 | 24 | 25 | 26 | 27 | 28 | 29 | 30 |
| Equipo / Jornada          |    |    |    |    |    |    |    |    |    |    |    |    |    |    |    |    |    |    |    |    |    |    |    |    |    |    |    |    |    |    |
| ------------------------- | -- | -- | -- | -- | -- | -- | -- | -- | -- | -- | -- | -- | -- | -- | -- | -- | -- | -- | -- | -- | -- | -- | -- | -- | -- | -- | -- | -- | -- | -- |
| Torreblanca Melilla       | 1  | 1  | 1  | 2  | 2  | 2  | 2  | 2  | 2  | 3  | 3  | 3  | 2  | 2  | 1  | 1  | 1  | 1  | 1  | 1  | 1  | 1  | 1  | 1  | 1  | 1  | 1  | 1  | 1  | 1  |
| Pescados Ruben Burela FS  | 2  | 4  | 5  | 4  | 4  | 4  | 3  | 3  | 3  | 2  | 2  | 2  | 3  | 3  | 2  | 3  | 3  | 3  | 3  | 3  | 3  | 3  | 3  | 3  | 3  | 3  | 3  | 3  | 2  | -  |
| Atlético Navalcarnero     | 5  | 2  | 2  | 1  | 1  | 1  | 1  | 1  | 1  | 1  | 1  | 1  | 1  | 1  | 3  | 2  | 2  | 2  | 2  | 2  | 2  | 2  | 2  | 2  | 2  | 2  | 2  | 2  | 3  | -  |
| STV Roldán FS             | 3  | 3  | 3  | 5  | 6  | 6  | 6  | 8  | 8  | 7  | 6  | 6  | 5  | 5  | 5  | 5  | 5  | 5  | 5  | 4  | 4  | 4  | 4  | 4  | 4  | 4  | 4  | 4  | 4  | 4  |
| AD Alcorcón FS            | 7  | 6  | 4  | 3  | 3  | 3  | 4  | 4  | 4  | 4  | 4  | 4  | 4  | 4  | 4  | 4  | 4  | 4  | 4  | 5  | 5  | 5  | 5  | 5  | 5  | 5  | 5  | 5  | 5  | 5  |
| O Castro                  | 12 | 9  | 10 | 13 | 8  | 11 | 12 | 12 | 9  | 9  | 9  | 9  | 8  | 9  | 9  | 8  | 9  | 8  | 8  | 8  | 8  | 8  | 8  | 8  | 7  | 6  | 6  | 7  | 6  | -  |
| Les Corts                 | 10 | 14 | 15 | 12 | 7  | 7  | 8  | 7  | 6  | 6  | 7  | 8  | 9  | 7  | 7  | 7  | 7  | 7  | 7  | 7  | 7  | 7  | 7  | 7  | 8  | 7  | 7  | 6  | 7  | -  |
| Poio Pescamar FS          | 4  | 5  | 8  | 6  | 5  | 5  | 5  | 5  | 5  | 5  | 5  | 5  | 6  | 6  | 6  | 6  | 6  | 6  | 6  | 6  | 6  | 6  | 6  | 6  | 6  | 8  | 8  | 8  | 8  | -  |
| Ourense CF                | 11 | 11 | 13 | 10 | 12 | 13 | 13 | 14 | 15 | 15 | 11 | 12 | 13 | 14 | 14 | 12 | 11 | 12 | 12 | 13 | 12 | 13 | 12 | 10 | 12 | 13 | 13 | 10 | 9  | -  |
| LBTL Alcantarilla         | 8  | 7  | 9  | 11 | 14 | 10 | 7  | 6  | 7  | 8  | 8  | 7  | 7  | 8  | 8  | 9  | 8  | 9  | 9  | 9  | 9  | 9  | 9  | 11 | 13 | 9  | 9  | 9  | 10 | -  |
| FSF Móstoles              | 9  | 13 | 11 | 9  | 11 | 9  | 11 | 11 | 12 | 11 | 12 | 11 | 10 | 11 | 13 | 14 | 14 | 14 | 14 | 14 | 14 | 12 | 11 | 13 | 11 | 12 | 12 | 13 | 11 | -  |
| Guadalcacín               | 15 | 12 | 12 | 14 | 13 | 14 | 14 | 13 | 13 | 12 | 13 | 14 | 12 | 13 | 10 | 11 | 12 | 11 | 10 | 11 | 10 | 10 | 10 | 9  | 9  | 10 | 10 | 11 | 12 | -  |
| At Torcal                 | 13 | 10 | 7  | 8  | 9  | 8  | 9  | 9  | 11 | 10 | 10 | 10 | 11 | 10 | 11 | 10 | 10 | 10 | 11 | 10 | 11 | 11 | 13 | 12 | 10 | 11 | 11 | 12 | 13 | -  |
| Marín Futsal              | 6  | 8  | 6  | 7  | 10 | 12 | 10 | 10 | 10 | 13 | 14 | 13 | 14 | 12 | 12 | 13 | 13 | 13 | 13 | 12 | 13 | 14 | 14 | 14 | 14 | 14 | 14 | 14 | 14 | 14 |
| Lainco Rubí               | 16 | 16 | 14 | 15 | 15 | 15 | 15 | 15 | 14 | 14 | 15 | 15 | 15 | 15 | 15 | 15 | 15 | 15 | 15 | 15 | 15 | 15 | 15 | 15 | 15 | 15 | 15 | 15 | 15 | 15 |
| Gran Canaria Teldeportivo | 14 | 15 | 16 | 16 | 16 | 16 | 16 | 16 | 16 | 16 | 16 | 16 | 16 | 16 | 16 | 16 | 16 | 16 | 16 | 16 | 16 | 16 | 16 | 16 | 16 | 16 | 16 | 16 | 16 | 16 |

## Resultados
Los horarios corresponden a la CET (Hora Central Europea) UTC+1 en horario estándar y UTC+2 en horario de verano, y en Canarias UTC+0 en horario estándar y UTC+1 en horario de verano
| Arriva Alcorcón   | 3 - 1 | Ourense Ontime        | 7 de septiembre | 16:00        | Los Cantos      |  |
| Teldeportivo      | 0 - 5 | Poio Pescamar         | 7 de septiembre | 16:30 (h.i.) | CD Gran Canaria |  |
| Ence Marín        | 4 - 2 | Les Corts             | 7 de septiembre | 17:00        | A Raña          |  |
| LBTL Alcantarilla | 2 - 1 | MRB Móstoles          | 7 de septiembre | 18:00        | Jara Carrillo   |  |
| STV Roldán        | 6 - 1 | At. Torcal            | 7 de septiembre | 18:00        | Gabriel Pérez   |  |
| Lainco Rubí       | 0 - 6 | Burela                | 7 de septiembre | 19:00        | La Llana        |  |
| Castro            | 1 - 4 | Atlético Navalcarnero | 7 de septiembre | 19:30        | Riberas de Lea  |  |
| Guadalcacín       | 1 - 7 | Torreblanca Melilla   | 7 de septiembre | 20:00        | Jerónimo Osorio |  |

| Burela                | 3 - 3 | Arriva Alcorcón   | 14 de septiembre | 11:30 | Vista Alegre   |  |
| Torreblanca Melilla   | 5 - 1 | Teldeportivo      | 14 de septiembre | 12:30 | Javier Imbroda |  |
| Atlético Navalcarnero | 8 - 1 | Lainco Rubí       | 14 de septiembre | 17:00 | La Estación    |  |
| Les Corts             | 0 - 1 | STV Roldán        | 14 de septiembre | 18:00 | Diagonal Nord  |  |
| At. Torcal            | 3 - 1 | Ence Marín        | 14 de septiembre | 18:00 | Guadaljaire    |  |
| Poio Pescamar         | 2 - 2 | LBTL Alcantarilla | 14 de septiembre | 18:30 | A Seca         |  |
| MRB Móstoles          | 2 - 3 | Castro            | 14 de septiembre | 18:30 | Eva Manguán    |  |
| Ourense Ontime        | 0 - 0 | Guadalcacín       | 14 de septiembre | 19:30 | Os Remedios    |  |

| Castro            | 3 - 5 | Torreblanca Melilla   | 21 de septiembre | 12:00        | Feira do Monte  |  |
| STV Roldán        | 6 - 0 | Ourense Ontime        | 21 de septiembre | 12:00        | Gabriel Pérez   |  |
| Teldeportivo      | 1 - 2 | At. Torcal            | 21 de septiembre | 16:30 (h.i.) | CD Gran Canaria |  |
| Ence Marín        | 1 - 0 | Poio Pescamar         | 21 de septiembre | 17:00        | A Raña          |  |
| Lainco Rubí       | 1 - 1 | MRB Móstoles          | 21 de septiembre | 17:00        | La Llana        |  |
| LBTL Alcantarilla | 0 - 6 | Arriva Alcorcón       | 21 de septiembre | 17:45        | Jara Carrillo   |  |
| Guadalcacín       | 1 - 2 | Burela                | 21 de septiembre | 18:00        | Jenónimo Osorio |  |
| Les Corts         | 2 - 4 | Atlético Navalcarnero | 22 de septiembre | 13:30        | Diagonal Nord   |  |

| MRB Móstoles          | 3 - 2 | STV Roldán        | 28 de septiembre | 12:00 | Eva Manguán    |  |
| Atlético Navalcarnero | 7 - 1 | Ence Marín        | 28 de septiembre | 17:00 | La Estación    |  |
| Torreblanca Melilla   | 5 - 0 | Lainco Rubí       | 28 de septiembre | 17:30 | Javier Imbroda |  |
| At. Torcal            | 0 - 4 | Les Corts         | 28 de septiembre | 18:00 | Guadaljaire    |  |
| Poio Pescamar         | 4 - 3 | Guadalcacín       | 28 de septiembre | 18:30 | A Seca         |  |
| Burela                | 4 - 1 | LBTL Alcantarilla | 28 de septiembre | 18:45 | Vista Alegre   |  |
| Arriva Alcorcón       | 5 - 3 | Castro            | 28 de septiembre | 19:30 | Los Cantos     |  |
| Ourense Ontime        | 5 - 1 | Teldeportivo      | 28 de septiembre | 19:30 | Os Remedios    |  |

| Teldeportivo | 0 - 8 | Arriva Alcorcón       | 5 de octubre | 16:00 (h.i.) | Juan Beltrán           |  |
| Les Corts    | 3 - 1 | Ourense Ontime        | 5 de octubre | 16:15        | Diagonal Nord          |  |
| Ence Marín   | 0 - 2 | Torreblanca Melilla   | 5 de octubre | 17:00        | A Raña                 |  |
| At. Torcal   | 2 - 3 | Atlético Navalcarnero | 5 de octubre | 17:00        | Villanueva de la Tapia |  |
| Lainco Rubí  | 1 - 3 | Poio Pescamar         | 5 de octubre | 17:00        | La Llana               |  |
| STV Roldán   | 2 - 5 | Burela                | 5 de octubre | 18:00        | Gabriel Pérez          |  |
| Castro       | 3 - 2 | LBTL Alcantarilla     | 5 de octubre | 19:00        | Riberas de Lea         |  |
| Guadalcacín  | 2 - 1 | MRB Móstoles          | 5 de octubre | 19:30        | Jerónimo Osorio        |  |

| Burela                | 4 - 0  | Castro       | 11 de octubre | 21:30 | Vista Alegre   |  |
| Torreblanca Melilla   | 2 - 1  | STV Roldán   | 12 de octubre | 10:00 | Javier Imbroda |  |
| Atlético Navalcarnero | 10 - 2 | Teldeportivo | 12 de octubre | 16:00 | La Estación    |  |
| Ourense Ontime        | 3 - 4  | At. Torcal   | 12 de octubre | 17:00 | Os Remedios    |  |
| LBTL Alcantarilla     | 5 - 1  | Lainco Rubí  | 12 de octubre | 18:00 | Jara Carrillo  |  |
| Poio Pescamar         | 1 - 3  | Les Corts    | 12 de octubre | 18:00 | A Seca         |  |
| MRB Móstoles          | 9 - 1  | Ence Marín   | 12 de octubre | 18:30 | Eva Manguán    |  |
| Arriva Alcorcón       | 4 - 1  | Guadalcacín  | 12 de octubre | 19:30 | Los Cantos     |  |

| Ourense Ontime | 2 - 3 | Atlético Navalcarnero | 26 de octubre | 11:00 | Cea             |  |
| STV Roldán     | 5 - 5 | Teldeportivo          | 26 de octubre | 12:00 | Gabriel Pérez   |  |
| Ence Marín     | 3 - 2 | Arriva Alcorcón       | 26 de octubre | 17:00 | A Raña          |  |
| Lainco Rubí    | 1 - 0 | Castro                | 26 de octubre | 17:00 | La Llana        |  |
| At. Torcal     | 1 - 5 | Burela                | 26 de octubre | 18:00 | Guadaljaire     |  |
| Les Corts      | 2 - 4 | Torreblanca Melilla   | 26 de octubre | 18:00 | Diagonal Nord   |  |
| MRB Móstoles   | 0 - 6 | Poio Pescamar         | 26 de octubre | 18:30 | Eva Manguán     |  |
| Guadalcacín    | 3 - 6 | LBTL Alcantarilla     | 26 de octubre | 20:30 | Jerónimo Osorio |  |

| Atlético Navalcarnero | 4 - 2 | STV Roldán     | 1 de noviembre | 16:00        | La Estación     |  |
| Burela                | 6 - 3 | MRB Móstoles   | 2 de noviembre | 11:00        | Vista Alegre    |  |
| Teldeportivo          | 2 - 4 | Les Corts      | 2 de noviembre | 16:00 (h.i.) | CD Gran Canaria |  |
| LBTL Alcantarilla     | 3 - 2 | Ence Marín     | 2 de noviembre | 18:00        | Jara Carrillo   |  |
| Torreblanca Melilla   | 7 - 1 | Ourense Ontime | 2 de noviembre | 19:00        | Javier Imbroda  |  |
| Arriva Alcorcón       | 8 - 2 | Lainco Rubí    | 2 de noviembre | 19:30        | Los Cantos      |  |
| Castro                | 2 - 2 | Guadalcacín    | 2 de noviembre | 19:30        | Riberas de Lea  |  |
| Poio Pescamar         | 5 - 0 | At. Torcal     | 2 de noviembre | 19:30        | A Seca          |  |

| Lainco Rubí           | 1 - 1 | Guadalcacín         | 10:45        | 9 de noviembre | La Llana        |  |
| At. Torcal            | 3 - 8 | Torreblanca Melilla | 13:00        | 9 de noviembre | Guadaljaire     |  |
| Teldeportivo          | 2 - 2 | MRB Móstoles        | 16:00 (h.i.) | 9 de noviembre | CD Gran Canaria |  |
| Ourense Ontime        | 2 - 5 | Burela              | 17:00        | 9 de noviembre | Paco Paz        |  |
| Ence Marín            | 0 - 1 | Castro              | 17:00        | 9 de noviembre | A Raña          |  |
| STV Roldán            | 1 - 3 | Poio Pescamar       | 17:00        | 9 de noviembre | Gabriel Pérez   |  |
| Les Corts             | 1 - 1 | Arriva Alcorcón     | 18:00        | 9 de noviembre | Diagonal Nord   |  |
| Atlético Navalcarnero | 4 - 1 | LBTL Alcantarilla   | 18:00        | 9 de noviembre | La Estación     |  |

| Burela            | 6 - 2 | Torreblanca Melilla   | 16 de noviembre | 11:00 | Vista Alegre    |  |
| Lainco Rubí       | 3 - 2 | Teldeportivo          | 16 de noviembre | 16:30 | La Llana        |  |
| LBTL Alcantarilla | 1 - 2 | Ourense Ontime        | 16 de noviembre | 18:00 | Jara Carrillo   |  |
| Castro            | 1 - 1 | Les Corts             | 16 de noviembre | 18:00 | Riberas de Lea  |  |
| MRB Móstoles      | 1 - 1 | At. Torcal            | 16 de noviembre | 18:30 | Eva Manguán     |  |
| Poio Pescamar     | 2 - 3 | Atlético Navalcarnero | 16 de noviembre | 18:30 | A Seca          |  |
| Arriva Alcorcón   | 2 - 4 | STV Roldán            | 16 de noviembre | 19:30 | Los Cantos      |  |
| Guadalcacín       | 7 - 2 | Ence Marín            | 16 de noviembre | 19:30 | Jerónimo Osorio |  |

| Teldeportivo          | 1 - 2 | Castro            | 23 de noviembre | 10:00 (h.i.) | CD Gran Canaria |  |
| Ence Marín            | 1 - 7 | Burela            | 23 de noviembre | 17:00        | A Raña          |  |
| Atlético Navalcarnero | 6 - 4 | MRB Móstoles      | 23 de noviembre | 17:00        | La Estación     |  |
| At. Torcal            | 3 - 1 | Lainco Rubí       | 23 de noviembre | 18:00        | Guadaljaire     |  |
| Les Corts             | 2 - 2 | LBTL Alcantarilla | 23 de noviembre | 18:00        | Diagonal Nord   |  |
| STV Roldán            | 2 - 1 | Guadalcacín       | 23 de noviembre | 18:00        | Gabriel Pérez   |  |
| Ourense Ontime        | 4 - 3 | Poio Pescamar     | 23 de noviembre | 19:30        | Os Remedios     |  |
| Torreblanca Melilla   | 7 - 3 | Arriva Alcorcón   | 23 de noviembre | 19:45        | Javier Imbroda  |  |

| Poio Pescamar     | 0 - 2 | Torreblanca Melilla   | 30 de noviembre | 11:00 | A Seca          |  |
| LBTL Alcantarilla | 4 - 0 | Teldeportivo          | 30 de noviembre | 18:00 | Jara Carrillo   |  |
| MRB Móstoles      | 4 - 0 | Ourense Ontime        | 30 de noviembre | 18:30 | Eva Manguán     |  |
| Castro            | 1 - 3 | STV Roldán            | 30 de noviembre | 19:00 | Riberas de Lea  |  |
| Arriva Alcorcón   | 3 - 0 | At. Torcal            | 30 de noviembre | 19:30 | Los Cantos      |  |
| Guadalcacín       | 2 - 5 | Atlético Navalcarnero | 30 de noviembre | 19:30 | Jerónimo Osorio |  |
| Burela            | 2 - 1 | Les Corts             | 30 de noviembre | 21:00 | Vista Alegre    |  |
| Lainco Rubí       | 6 - 6 | Ence Marín            | 1 de diciembre  | 12:45 | La Llana        |  |

| Atlético Navalcarnero | 6 - 2 | Burela            | 7 de diciembre | 11:00        | La Estación     |  |
| Les Corts             | 3 - 3 | MRB Móstoles      | 7 de diciembre | 16:00        | Diagonal Nord   |  |
| Teldeportivo          | 1 - 3 | Guadalcacín       | 7 de diciembre | 16:00 (h.i.) | CD Gran Canaria |  |
| Poio Pescamar         | 3 - 3 | Arriva Alcorcón   | 7 de diciembre | 17:30        | A Seca          |  |
| At. Torcal            | 1 - 2 | Castro            | 7 de diciembre | 18:00        | Guadaljaire     |  |
| STV Roldán            | 5 - 2 | Ence Marín        | 7 de diciembre | 18:00        | Gabriel Pérez   |  |
| Ourense Ontime        | 2 - 2 | Lainco Rubí       | 7 de diciembre | 19:30        | Os Remedios     |  |
| Torreblanca Melilla   | 3 - 1 | LBTL Alcantarilla | 7 de diciembre | 19:45        | Javier Imbroda  |  |

| Guadalcacín       | 2 - 3 | Les Corts             | 14 de diciembre | 12:30    | Jerónimo Osorio |  |
| Ence Marín        | 2 - 0 | Teldeportivo          | 14 de diciembre | 17:00    | A Raña          |  |
| LBTL Alcantarilla | 3 - 3 | At. Torcal            | 14 de diciembre | 18:00    | Jara Carrillo   |  |
| MRB Móstoles      | 2 - 7 | Torreblanca Melilla   | 14 de diciembre | 18:30    | Eva Manguán     |  |
| Lainco Rubí       | 1 - 4 | STV Roldán            | 14 de diciembre | La Llana |                 |  |
| Burela            | 3 - 2 | Poio Pescamar         | 14 de diciembre | 18:45    | Vista Alegre    |  |
| Arriva Alcorcón   | 4 - 4 | Atlético Navalcarnero | 14 de diciembre | 19:00    | Los Cantos      |  |
| Castro            | 1 - 1 | Ourense Ontime        | 14 de diciembre | 19:00    | Riberas de Lea  |  |

| STV Roldán          | 5 - 4 | LBTL Alcantarilla     | 21 de diciembre | 11:00        | Gabriel Pérez   |  |
| Les Corts           | 6 - 1 | Lainco Rubí           | 21 de diciembre | 16:00        | Diagonal Nord   |  |
| Torreblanca Melilla | 5 - 1 | Atlético Navalcarnero | 21 de diciembre | 18:00        | Javier Imbroda  |  |
| Poio Pescamar       | 5 - 1 | Castro                | 21 de diciembre | 18:00        | A Seca          |  |
| At. Torcal          | 0 - 2 | Guadalcacín           | 21 de diciembre | 18:00        | Guadaljaire     |  |
| MRB Móstoles        | 3 - 5 | Arriva Alcorcón       | 21 de diciembre | 18:30        | Eva Manguán     |  |
| Ourense Ontime      | 3 - 3 | Ence Marín            | 21 de diciembre | 19:30        | Os Remedios     |  |
| Teldeportivo        | 2 - 9 | Burela                | 4 de enero      | 12:00 (h.i.) | CD Gran Canaria |  |

| Ence Marín            | 1 - 5 | At. Torcal          | 11 de enero | 11:00 | A Raña          |  |
| Arriva Alcorcón       | 6 - 2 | Teldeportivo        | 11 de enero | 16:00 | Los Cantos      |  |
| Atlético Navalcarnero | 6 - 1 | Les Corts           | 11 de enero | 17:00 | Mun. Valmojado  |  |
| LBTL Alcantarilla     | 1 - 1 | Poio Pescamar       | 11 de enero | 18:00 | Jara Carrillo   |  |
| Burela                | 3 - 1 | STV Roldán          | 11 de enero | 18:45 | Vista Alegre    |  |
| Lainco Rubí           | 1 - 8 | Torreblanca Melilla | 11 de enero | 19:00 | La Llana        |  |
| Castro                | 2 - 0 | MRB Móstoles        | 11 de enero | 19:30 | Ribera de Lea   |  |
| Guadalcacín           | 1 - 1 | Ourense Ontime      | 11 de enero | 19:30 | Jerónimo Osorio |  |

| Poio Pescamar       | 4 - 1  | Lainco Rubí           | 18 de enero | 11:00        | A Seca          |  |
| Castro              | 2 - 3  | Burela                | 18 de enero | 16:00        | Riberas de Lea  |  |
| Les Corts           | 3 - 2  | Ence Marín            | 18 de enero | 16:00        | Diagonal Nord   |  |
| Torreblanca Melilla | 3 - 2  | Guadalcacín           | 18 de enero | 17:00        | Javier Imbroda  |  |
| Teldeportivo        | 5 - 10 | Atlético Navalcarnero | 18 de enero | 17:00 (h.i.) | CD Gran Canaria |  |
| At. Torcal          | 1 - 1  | STV Roldán            | 18 de enero | 18:00        | Guadaljaire     |  |
| MRB Móstoles        | 2 - 4  | LBTL Alcantarilla     | 18 de enero | 18:30        | Eva Manguán     |  |
| Ourense Ontime      | 3 - 2  | Arriva Alcorcón       | 18 de enero | 19:30        | Os Remedios     |  |

| Arriva Alcorcón       | 0 - 4 | Les Corts           | 25 de enero | 11:00        | La Canaleja     |  |
| Teldeportivo          | 2 - 2 | Lainco Rubí         | 25 de enero | 16:00 (h.i.) | CD Gran Canaria |  |
| Burela                | 7 - 2 | At. Torcal          | 25 de enero | 16:15        | Vista Alegre    |  |
| Ence Marín            | 3 - 3 | MRB Móstoles        | 25 de enero | 17:00        | A Raña          |  |
| LBTL Alcantarilla     | 0 - 1 | Castro              | 25 de enero | 18:00        | Jara Carrillo   |  |
| Atlético Navalcarnero | 3 - 2 | Ourense Ontime      | 25 de enero | 18:00        | La Estción      |  |
| STV Roldán            | 2 - 4 | Torreblanca Melilla | 25 de enero | 18:00        | Gabriel Pérez   |  |
| Guadalcacín           | 2 - 2 | Poio Pescamar       | 25 de enero | 20:30        | Jerónimo Osorio |  |

| Castro              | 0 - 0 | Teldeportivo          | 8 de febrero | 10:30 | Riberas de Lea |  |
| Torreblanca Melilla | 6 - 3 | Burela                | 8 de febrero | 11:15 | Javier Imbroda |  |
| Les Corts           | 1 - 1 | At. Torcal            | 8 de febrero | 16:15 | Diagonal Nord  |  |
| Ourense Ontime      | 2 - 5 | STV Roldán            | 8 de febrero | 17:00 | Os Remedios    |  |
| Poio Pescamar       | 4 - 0 | Ence Marín            | 8 de febrero | 17:00 | A Seca         |  |
| LBTL Alcantarilla   | 1 - 3 | Guadalcacín           | 8 de febrero | 18:00 | Jara Carrillo  |  |
| Lainco Rubí         | 1 - 1 | Arriva Alcorcón       | 8 de febrero | 18:00 | La Llana       |  |
| MRB Móstoles        | 2 - 3 | Atlético Navalcarnero | 8 de febrero | 18:30 | Eva Manguán    |  |

| Atlético Navalcarnero | 7 - 1 | Poio Pescamar       | 15 de febrero | 11:00        | La Estación     |  |
| Teldeportivo          | 1 - 7 | LBTL Alcantarilla   | 15 de febrero | 12:00 (h.i.) | CD Gran Canaria |  |
| Arriva Alcorcón       | 1 - 2 | Torreblanca Melilla | 15 de febrero | 16:00        | Los Cantos      |  |
| STV Roldán            | 6 - 2 | Les Corts           | 15 de febrero | 16:15        | Gabriel Pérez   |  |
| Ence Marín            | 5 - 3 | Lainco Rubí         | 15 de febrero | 17:00        | A Raña          |  |
| At. Torcal            | 4 - 3 | MRB Móstoles        | 15 de febrero | 18:00        | Gualdaljaire    |  |
| Burela                | 2 - 0 | Ourense Ontime      | 15 de febrero | 18:45        | Vista Alegre    |  |
| Guadalcacín           | 1 - 1 | Castro              | 15 de febrero | 19:30        | Jerónimo Osorio |  |

| Torreblanca Melilla | 4 - 1 | At. Torcal            | 22 de febrero | 12:30 | Javier Carrillo |  |
| Poio Pescamar       | 4 - 4 | STV Roldán            | 22 de febrero | 14:00 | A Seca          |  |
| MRB Móstoles        | 6 - 1 | Teldeportivo          | 22 de febrero | 16:00 | Eva Manguán     |  |
| LBTL Alcantarilla   | 4 - 7 | Atlético Navalcarnero | 22 de febrero | 18:00 | Jara Carrillo   |  |
| Ence Marín          | 1 - 1 | Guadalcacín           | 22 de febrero | 19:00 | A Raña          |  |
| Castro              | 2 - 1 | Arriva Alcorcón       | 22 de febrero | 19:30 | Riberas de Lea  |  |
| Lainco Rubí         | 3 - 5 | Ourense Ontime        | 22 de febrero | 19:30 | La Llana        |  |
| Les Corts           | 0 - 1 | Burela                | 22 de febrero | 22:00 | Diagonal Nord   |  |

| Ourense Ontime        | 0 - 1 | MRB Móstoles      | 1 de marzo | 11:00 | Cea             |  |
| Guadalcacín           | 6 - 3 | Teldeportivo      | 1 de marzo | 12:00 | Jerónimo Osorio |  |
| Burela                | 6 - 1 | Ence Marín        | 1 de marzo | 17:30 | Vista Alegre    |  |
| At. Torcal            | 1 - 3 | Poio Pescamar     | 1 de marzo | 18:00 | Guadaljaire     |  |
| Torreblanca Melilla   | 2 - 0 | Les Corts         | 1 de marzo | 18:00 | Javier Imbroda  |  |
| Atlético Navalcarnero | 2 - 0 | Castro            | 1 de marzo | 18:30 | La Estación     |  |
| Arriva Alcorcón       | 4 - 0 | LBTL Alcantarilla | 1 de marzo | 19:30 | Los Cantos      |  |
| STV Roldán            | 8 - 0 | Lainco Rubí       | 2 de marzo | 12:00 | Gabriel Pérez   |  |

| LBTL Alcantarilla     | 2 - 4 | Torreblanca Melilla | 8 de marzo | 16:30        | Jara Carrillo  |  |
| Ence Marín            | 2 - 5 | STV Roldán          | 8 de marzo | 17:00        | A Raña         |  |
| Poio Pescamar         | 1 - 2 | Burela              | 8 de marzo | 17:00        | A Seca         |  |
| Atlético Navalcarnero | 3 - 5 | Arriva Alcorcón     | 8 de marzo | 18:00        | La Estación    |  |
| Castro                | 3 - 1 | At. Torcal          | 8 de marzo | 18:30        | Riberas de Lea |  |
| Lainco Rubí           | 1 - 3 | Les Corts           | 8 de marzo | 18:30        | La Llana       |  |
| MRB Móstoles          | 6 - 5 | Guadalcacín         | 8 de marzo | 18:30        | Eva Manguán    |  |
| Teldeportivo          | 2 - 6 | Ourense Ontime      | 8 de marzo | 20:00 (h.i.) | Félix Santana  |  |

| Burela              | 1 - 2 | Atlético Navalcarnero | 29 de marzo | 12:30 | Vista Alegre     |  |
| At. Torcal          | 5 - 1 | Teldeportivo          | 29 de marzo | 16:00 | Guadaljaire      |  |
| Torreblanca Melilla | 8 - 1 | Ence Marín            | 29 de marzo | 16:30 | Lázaro Fernández |  |
| STV Roldán          | 2 - 3 | Castro                | 29 de marzo | 17:00 | Gabriel Pérez    |  |
| Les Corts           | 2 - 1 | Poio Pescamar         | 29 de marzo | 18:00 | Diagonal Nord    |  |
| Guadalcacín         | 4 - 2 | Lainco Rubí           | 29 de marzo | 19:00 | Jerónimo Osorio  |  |
| Arriva Alcorcón     | 3 - 3 | MRB Móstoles          | 29 de marzo | 19:30 | Los Cantos       |  |
| Ourense Ontime      | 2 - 1 | LBTL Alcantarilla     | 29 de marzo | 19:30 | Os Remedios      |  |

| Teldeportivo          | 0 - 6 | Torreblanca Melilla | 5 de abril | 12:00 (h.i.) | CD Gran Canaria |  |
| Lainco Rubí           | 0 - 3 | At. Torcal          | 5 de abril | 14:15        | La Llana        |  |
| MRB Móstoles          | 6 - 1 | Les Corts           | 5 de abril | 16:00        | Eva Manguán     |  |
| LBTL Alcantarilla     | 2 - 3 | STV Roldán          | 5 de abril | 18:00        | Jara Carrillo   |  |
| Atlético Navalcarnero | 8 - 0 | Guadalcacín         | 5 de abril | 18:00        | La Estación     |  |
| Arriva Alcorcón       | 2 - 5 | Burela              | 5 de abril | 19:30        | Los Cantos      |  |
| Castro                | 7 - 0 | Ence Marín          | 5 de abril | 19:30        | Riberas de Lea  |  |
| Poio Pescamar         | 2 - 1 | Ourense Ontime      | 6 de abril | 12:00        | A Seca          |  |

| Les Corts           | 7 - 0  | Teldeportivo          | 12 de abril | 12:00 | España Industrial |  |
| Burela              | 10 - 3 | Lainco Rubí           | 12 de abril | 16:00 | Vista Alegre      |  |
| Ence Marín          | 1 - 8  | Atlético Navalcarnero | 12 de abril | 17:00 | A Raña            |  |
| Torreblanca Melilla | 2 - 0  | Poio Pescamar         | 12 de abril | 17:00 | Javier Imbroda    |  |
| Guadalcacín         | 2 - 3  | Arriva Alcorcón       | 12 de abril | 17:00 | Jerónimo Osorio   |  |
| At. Torcal          | 2 -6   | LBTL Alcantarilla     | 12 de abril | 18:00 | Guadaljaire       |  |
| STV Roldán          | 4 - 2  | MRB Móstoles          | 12 de abril | 18:00 | Gabriel Pérez     |  |
| Ourense Ontime      | 2 - 2  | Castro                | 12 de abril | 19:30 | Os Remedios       |  |

| Arriva Alcorcón       | 5 - 3 | Poio Pescamar       | 26 de abril | 16:00 | Los Cantos      |  |
| LBTL Alcantarilla     | 3 - 3 | Les Corts           | 26 de abril | 16:00 | Jara Carrillo   |  |
| Ourense Ontime        | 1 - 3 | Torreblanca Melilla | 26 de abril | 16:00 | Os Remedios     |  |
| Atlético Navalcarnero | 5 - 1 | At. Torcal          | 26 de abril | 17:30 | La Estación     |  |
| Guadalcacín           | 1 - 2 | STV Roldán          | 26 de abril | 18:00 | Jerónimo Osorio |  |
| MRB Móstoles          | 2 - 4 | Burela              | 26 de abril | 18:30 | Eva Manguán     |  |
| Castro                | 6 - 2 | Lainco Rubí         | 26 de abril | 19:00 | Riberas de Lea  |  |
| Teldeportivo          | 2 - 4 | Ence Marín          | 27 de abril | 12:30 | CD Gran Canaria |  |

| Burela              | 11 - 4 | Teldeportivo          | 9 de mayo  | 21:00 | Vista Alegre   |  |
| STV Roldán          | 1 - 1  | Atlético Navalcarnero | 10 de mayo | 10:45 | Gabriel Pérez  |  |
| Les Corts           | 3 - 0  | Guadalcacín           | 10 de mayo | 16:00 | Diagonal Nord  |  |
| Ence Marín          | 2 - 7  | Ourense Ontime        | 10 de mayo | 17:00 | A Raña         |  |
| At. Torcal          | 2 - 5  | Arriva Alcorcón       | 10 de mayo | 18:00 | Guadaljaire    |  |
| Lainco Rubí         | 2 - 4  | LBTL Alcantarilla     | 10 de mayo | 19:00 | La Llana       |  |
| Torreblanca Melilla | 1 - 0  | Castro                | 10 de mayo | 20:15 | Javier Imbroda |  |
| Poio Pescamar       | 3 - 1  | MRB Móstoles          | 11 de mayo | 12:00 | A Seca         |  |

| Teldeportivo          | 0 - 4 | STV Roldán          | 16 de mayo | 19:30 | CD Gran Canaria |  |
| Atlético Navalcarnero | 3 - 4 | Torreblanca Melilla | 17 de mayo | 10:30 | La Estación     |  |
| MRB Móstoles          | 3 - 2 | Lainco Rubí         | 17 de mayo | 16:00 | Eva Manguán     |  |
| Castro                | 2 - 2 | Poio Pescamar       | 17 de mayo | 17:30 | Riberas de Lea  |  |
| Ourense Ontime        | 2 - 1 | Les Corts           | 17 de mayo | 17:45 | Os Remedios     |  |
| LBTL Alcantarilla     | 2 - 7 | Burela              | 17 de mayo | 18:00 | Jara Carrillo   |  |
| Guadalcacín           | 1 - 1 | At. Torcal          | 17 de mayo | 18:00 | Jerónimo Osorio |  |
| Arriva Alcorcón       | 0 - 3 | Ence Marín          | 17 de mayo | 19:30 | Los Cantos      |  |

| At. Torcal          | 3 - 2  | Ourense Ontime        | 24 de mayo | 12:00 | Guadaljaire    |  |
| Torreblanca Melilla | 5 - 2  | MRB Móstoles          | 24 de mayo | 12:00 | Javier Imbroda |  |
| STV Roldán          | 3 - 3  | Arriva Alcorcón       | 24 de mayo | 12:00 | Gabriel Pérez  |  |
| Ence Marín          | 4 - 2  | LBTL Alcantarilla     | 24 de mayo | 12:00 | A Raña         |  |
| Poio Pescamar       | 7 - 0  | Teldeportivo          | 24 de mayo | 12:00 | A Seca         |  |
| Lainco Rubí         | 0 - 11 | Atlético Navalcarnero | 24 de mayo | 12:00 | La Llana       |  |
| Burela              | 3 - 1  | Guadalcacín           | 24 de mayo | 12:00 | Vista Alegre   |  |
| Les Corts           | 1 - 4  | Castro                | 24 de mayo | 18:00 | Diagonal Nord  |  |

### Play Off

#### Torreblanca Melilla - Roldán
| 31 de mayo de 2025, 17:30 (UTC+2) | Melilla Ciudad Deporte Torreblanca | 1:2 (0:1) | STV Roldán                             | Javier Imbroda, Melilla               |                                       |
|                                   | Nega 31'                           | Reporte   | Barbara Gama 8' · Cecilia Zarzuela 40' | Árbitro(s): Jairo Leiva David Pizarro | Árbitro(s): Jairo Leiva David Pizarro |

| 4 de junio de 2025, 21:00 (UTC+2) | STV Roldán                                                                                   | 4:4 (0:0) (t. s.)(5:4 p.)  | Melilla Ciudad Deporte Torreblanca                                         | Gabriel Pérez, Torre-Pacheco            |                                         |
|                                   | Mayte Mateo 34' 40' · Cecilia Zarzuela 37' · Ángela Górriz 40'                               | Reporte                    | Nega 25' · Bia Souza 30' 34' · Ana Luiza 31'                               | Árbitro(s): Samuel Gabaldón Óscar Roper | Árbitro(s): Samuel Gabaldón Óscar Roper |
|                                   |                                                                                              | Tiros desde el punto penal |                                                                            |                                         |                                         |
|                                   | Rocío Gómez · Andrea Marín · Ángela Górriz · Cecilia Zarzuela · Maríangeles Villa · Martinha |                            | Ana Luiza · Silvina Nava · Bia Sousa · Jane Marques · Nega · Juliana Brito |                                         |                                         |

#### Burela - Atlético Navalcarnero
| 31 de mayo de 2025, 12:30 (UTC+2) | Burela                                                                           | 4:2 (3:0) | Atlético Navalcarnero | Vista Alegre, Burela                   |                                        |
|                                   | Patricia Ortega 3' · Débora Lavrador 9' · Antía Pérez 17' · Emilly Marcondes 40' | Reporte   | Patri Blázquez 24'    | Árbitro(s): Paula Álvarez Sergio Toral | Árbitro(s): Paula Álvarez Sergio Toral |

| 3 de junio de 2025, 21:30 (UTC+2) | Atlético Navalcarnero                                                   | 4:1 (1:0) | Burela                | La Estacíon, Navalcarnero                   |                                             |
|                                   | Patri Blázquez 17' · Leninha 22' · Leti Sánchez 33' · Laura Córdoba 39' | Reporte   | Carolina Pedreira 36' | Árbitro(s): Marcos Cazorla Noelia Gutiérrez | Árbitro(s): Marcos Cazorla Noelia Gutiérrez |

| 7 de junio de 2025, 11:00 (UTC+2) | Burela | 4:4 (0:3) (t. s.)(6:7 p.)  | Atlético Navalcarnero | Vista Alegre, Burela                       |                                            |
|                                   | Patricia Ortega 25' 38' · Dinha 27' · Cami Gadeia 36'                                                                                  | Reporte                    | Ariane 3' · Cilene 9' · Laura Córdoba 17' 24'                                                                                  | Árbitro(s): Fernando Faubell Lucía Guillén | Árbitro(s): Fernando Faubell Lucía Guillén |
|                                   | | Tiros desde el punto penal | |                                            |                                            |
|                                   | Antía Pérez · Dinha · Noelia Montoro · Patricia Ortega · Cilene · Emilly Marcondes · Carolina Pedreira · Débora Lavrador · Cris Lourés |                            | Irene Córdoba · Patri Blázquez · Laura Córdoba · María Moreno · Ariane · Leti Sánchez · Anita Luján · Leninha · Marian Vicente |                                            |                                            |